# The Animal in Me
«The Animal in Me» —en español: «El Animal en Mí»— es una canción de la banda estadounidense de hard rock Mötley Crüe, publicada en su noveno álbum de estudio Saints of Los Angeles. La canción es la pista #7 en el álbum y tiene una duración de 4:16. Fue escrita por Mick Mars, Nikki Sixx y sus compañeros de Sixx:A.M. James Michael y DJ Ashba, también Marti Frederiksen colaboró en ella. En el álbum recopilatorio de 2009 Greatest Hits se incluyó una versión remix de esta canción.

## Apariciones
- Aparece en el álbum Greatest Hits como la canción #19.[1]
- Aparece en el álbum Journals of the Damned.[1]